# Komyo
Keizer Kōmyō (光明天皇, Kōmyō-tennō, 11 januari 1322 – 26 juli 1380) was de 2e troonpretendent van het keizerlijke hof van Japan. Hij was tevens de eerste van deze troonpretendenten die regeerde namens het Ashikaga-shogunaat vanuit het noordelijke hof. Hij regeerde van 20 september 1336 tot 18 november 1348.
Kōmyō was de tweede zoon van keizer Go-Fushimi. Zijn persoonlijke naam was Yutahito (豊仁).
Kōmyō kreeg de troon toen tegen het einde van de kenmu-restauratie Ashikaga Takauji in opstand kwam tegen keizer Go-Daigo en hem verdreef uit de keizerlijke hoofdstad, Kioto. Daarna richtte Takauji zijn eigen shogunaat op en zette Kōmyō op de troon als “keizer”. Dit terwijl Kōmyō eigenlijk niet de heilige schatten van de keizerlijke familie bezat, wat wel een vereiste was om keizer te mogen worden. Kōmyō had zelf weinig te vertellen als keizer daar het shogunaat de ware macht in handen had. Ondertussen richtte Go-Daigo het zuidelijke hof op.
In 1348 trad Kōmyō af ten gunste van zijn neef Suko. In 1355 werd Kōmyō een monnik.
* Regent Jingu staat niet op de traditionele lijst.